# Notació d'escacs
La notació d'escacs es refereix als diversos sistemes que s'han desenvolupat per apuntar o enregistrar els moviments fets durant una partida d'escacs, o bé la posició de les peces a l'escaquer. Els sistemes més antics de notació empraven llargs fragments de narrativa per descriure cada moviment (com per exemple, a Scachs d'amor); això va evolucionar gradualment cap a sistemes específics de notació. Actualment, la notació algebraica és l'estàndard acceptat universalment, i el sistema és usat, amb algunes variants. La notació descriptiva fou usada durant la primera part del segle xx sobretot en la literatura escaquística en anglès i castellà, però ha quedat actualment obsoleta. Hi ha també alguns sistemes especials de notació per als escacs per correspondència. El sistema PGN és l'emprat en cas de programes d'escacs. També existeixen sistemes de transmissió que fan servir el codi Morse, per telègraf o ràdio.